# Ashmore (Nouvelle-Zélande)
Pour les articles homonymes, voir Ashmore.
Ashmore  est le nom utilisé pour une banlieue située au nord-est de la cité d’Hamilton dans l’ Île du Nord de la Nouvelle-Zélande

## Gouvernance
Elle est gérée par le conseil de la cité d’Hamilton selon la carte de 2010  et par le développeur, nommé : “CDL Land New Zealand Limited”.
Elle est plus habituellement décrite comme étant une partie de la localité de  Rototuna North ,,,.
Elle est située dans le zone de recensement (en) de Rototuna Central.